# Frank McKinney
Frank McKinney (Indianápolis, Estados Unidos, 3 de noviembre de 1938-ídem, 11 de septiembre de 1992) fue un nadador estadounidense especializado en pruebas de estilo espalda, donde consiguió ser subcampeón olímpico en 1960 en los 100 metros.

## Carrera deportiva
En las Olimpiadas de Melbourne 1956 ganó el bronce en los 100 metros estilo espalda.
Cuatro años después, en los Juegos Olímpicos de Roma 1960 ganó la medalla de plata en los 100 metros estilo espalda, con un tiempo de 1:02.1 segundos, tras el australiano David Theile; y también ganó el oro en los relevos de 4 x 100 metros estilos (nadando el largo de espalda), por delante de Australia y Japón.